# São João Baptista de Airão
São João Baptista de Airão ist ein Ort und eine ehemalige Gemeinde (Freguesia) im Norden Portugals.
São João Baptista de Airão gehört zum Kreis Guimarães im Distrikt Braga. Die Gemeinde hatte eine Fläche von 2,8 km² und 829 Einwohner (Stand 30. Juni 2011). Die Gemeinde ist nur gering urbanisiert.
Am 29. September 2013 wurden die Gemeinden Airão (São João Baptista), Airão (Santa Maria) und Vermil zur neuen Gemeinde União das Freguesias de Airão Santa Maria, Airão São João e Vermil zusammengeschlossen.